# Lövhult
Lövhult is een plaats in de gemeente Alingsås in het landschap Västergötland en de provincie Västra Götalands län in Zweden. De plaats heeft 91 inwoners (2005) en een oppervlakte van 16 hectare.